# Huawei ban
Jako Huawei ban je označován zákaz Trumpovy administrativy americkým společnostem obchodovat s Huawei poté, co tato obvinila čínskou firmu ze špionáže a krádeží duševního vlastnictví.

## Zákaz
Na konci roku 2018 USA schválily návrh zákona, který brání federální vládě a jejím agenturám obchodovat s čínským technologickým gigantem Huawei. Tato obrovská čínská společnost byla obviněna ze špionáže a krádeží duševního vlastnictví. Zákaz se soustředil na jakoukoli technologii související s technologií 5G. Za zmínku stojí, že Huawei je největším dodavatelem síťových zařízení na světě a lídrem v této technologii 5G. Zákaz dodávek komponent a technologií americkými firmami společnosti Huawei byl původně zdůvodněn narušením bezpečnosti USA, které by tyto dodávky údajně způsobily.

## Černá listina
Spory mezi Huawei a vládou USA vedly 20. května 2019 k zařazení firmy na černou listinu, což postižené společnosti ještě více zkomplikovalo přístup k součástkám nabízeným americkými firmami. Bez vládní licence již nebude mít přístup k americkým technologiím. Washington obviňuje Huawei z vazeb na čínskou rozvědku a Trumpův dekret má zabránit tomu, aby cizí firmy využívaly americkou technologii způsobem potenciálně podkopávajícím národní bezpečnost Spojených států nebo jejich zájmy v oblasti zahraniční politiky.

### Google
Kvůli černé listině přestane s Huawei spolupracovat i Google. Pro firmu Huawei i její uživatele by to prakticky znamenalo konec dostupnosti Androidu. Google totiž s výrobci podepisuje smlouvy, díky kterým pak mohou využívat Play Store, Play Services, ale i další aplikace jako Gmail, Mapy, Chrome nebo YouTube. O to vše by Huawei mohl přijít.

### Další společnosti
Spolupráci ukončí i americké firmy dodávající klíčové komponenty pro mobilní telefony. Mezi nimi je i největší světový výrobce procesorů na světě- společnost Intel nebo jednička mezi mobilními čipsety Qualcomm, výrobce programovatelných čipů užívaných v síti Xilinx či Broadcom, který je nejen dodavatelem přepínacích čipů, ale patří také k největším výrobcům BlueTooth a WiFi čipů na světě.

### Britská Arm technologies
Zařazení společnosti Huawei na seznam nežádoucích entit, se kterými americké firmy mohou obchodovat výhradně po získání speciální licence, mělo samozřejmě i dopady mimo USA. Například Britská společnost Arm technologies ukončuje obchodní vztahy s Huaweiem. Důvodem má být fakt, že některé technologie, které britská firma licencuje, mají původ v USA.

## Nárůst prodeje
Zajímavé je, že jeden z dalších důsledků tohoto amerického banu zaměřeného proti společnosti Huawei se projevil strmým nárůstem prodeje i podílu na trhu této značky na úkor většiny ostatních, včetně amerického Applu. Podle dostupných informací jde z velké části o důsledek čínského národního cítění. Číňané vnímají události jako křivdu národnímu výrobci, a tak při nákupu telefonů dávají Huawei přednost před ostatními značkami, které tím ze svého trhu vytlačují.

## Huawei ban a obchodní válka mezi USA a ČLR
USA si vždy udržovaly Huawei daleko od své síťové infrastruktury kvůli obavám, že firma špionuje pro čínskou vládu. Když obchodní válka eskalovala, Trump na Huawei vydal obchodní zákaz. Trval na tom, že zákaz Huawei nesouvisí s čínskou obchodní válkou, jeho činy však naznačovaly jinak. Na konci července 2019 Trump zmírnil zákaz Huawei a odložil 10% cla na 300 miliard dolarů v čínském dovozu. V reakci na to Čína slíbila, že si koupí americké zemědělské zboží. 
Obchodní omezení způsobila, že dodavatelé čipů z USA se staly pro čínské firmy nespolehlivé zdroje. Čínské firmy tedy snižují svou závislost na americké technologii a přecházejí na domácí technologii. Dalo by se říct, že americký zákaz ve skutečnosti povzbuzuje Čínu a Huawei, aby urychlily své úsilí o získání soběstačnosti v pokročilých technologiích. Obchodní válka také ovlivňuje technologické inovace, protože tarify zvýšily náklady a snížily příjmy technologických společností. USA zmírní své investice v Číně a naopak. Pokračující obchodní válka by tak mohla posunout rovnováhu globálního polovodičového dodavatelského řetězce.